# معهد إنيوتيم
معهد إنيوتيم (بالبرتغالية: Instituto Inhotim، إنستشيتوتو إنيوتشيم) متحف وحديقة في ولاية ميناس جرايس البرازيلية قرب مدينة بيلو هوريزونتي. يعتبر من أهم مصادر الفن المعاصر في البرازيل، وهو أكبر مركز للفن في الهواء الطلق في أمريكا اللاتينية.
في 2014، أعلن الموقع تريپأدڤايزر أنه من المتاحف الخمسة والعشرين الأعلى تقييما حول العالم من قبل مستخدمي الموقع.

## تأصيل الاسم
وفق المواطنين المحليين، الموقع كان مزرعة تابعة لشركة تعدين ناشطة في المنطقة في القرن التاسع عشر. مديرها كان رجلا إنجليزيا باسم "تيموثي"—"Senhor Tim"، سينيوه تشيم (السيد تيم). في اللغة العامية، تحول اسمه إلى "نيو تشيم".

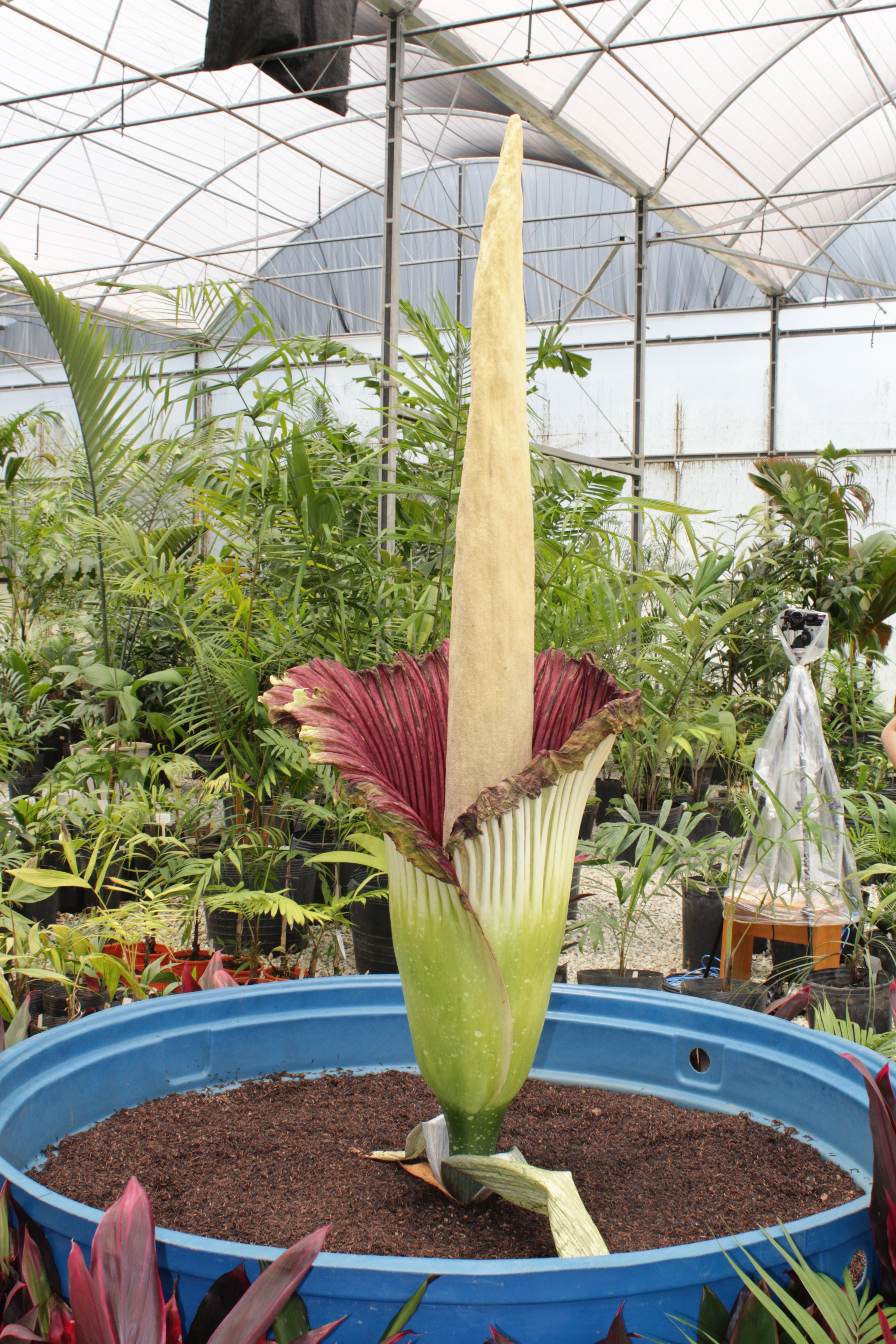
زهرة الجثة في إنيوتشيم 27 ديسمبر 2012

## حديقة نباتية
الحديقة تحتوي على نباتات نادرة منوعة—واطنة ومستقدمة على السواء.
المعهد هو المقام الوحيد في أميركا اللاتينية الذي يحوز زهرة جثة، نوع موطنه آسيا يعرف بأنه أكبر زهرة في العالم. العينة ازدهرت للمرة الأولى يوم 15 ديسمبر 2010، ثم مجددا يوم 27 نوفمبر 2012. الزهرة تقوم في الحضانة التعليمية، في الدفيئة الزراعية الاستوائية. هي معرضة للعموم ويمكن للمهتمين والفضوليين زيارتها.

## معرض

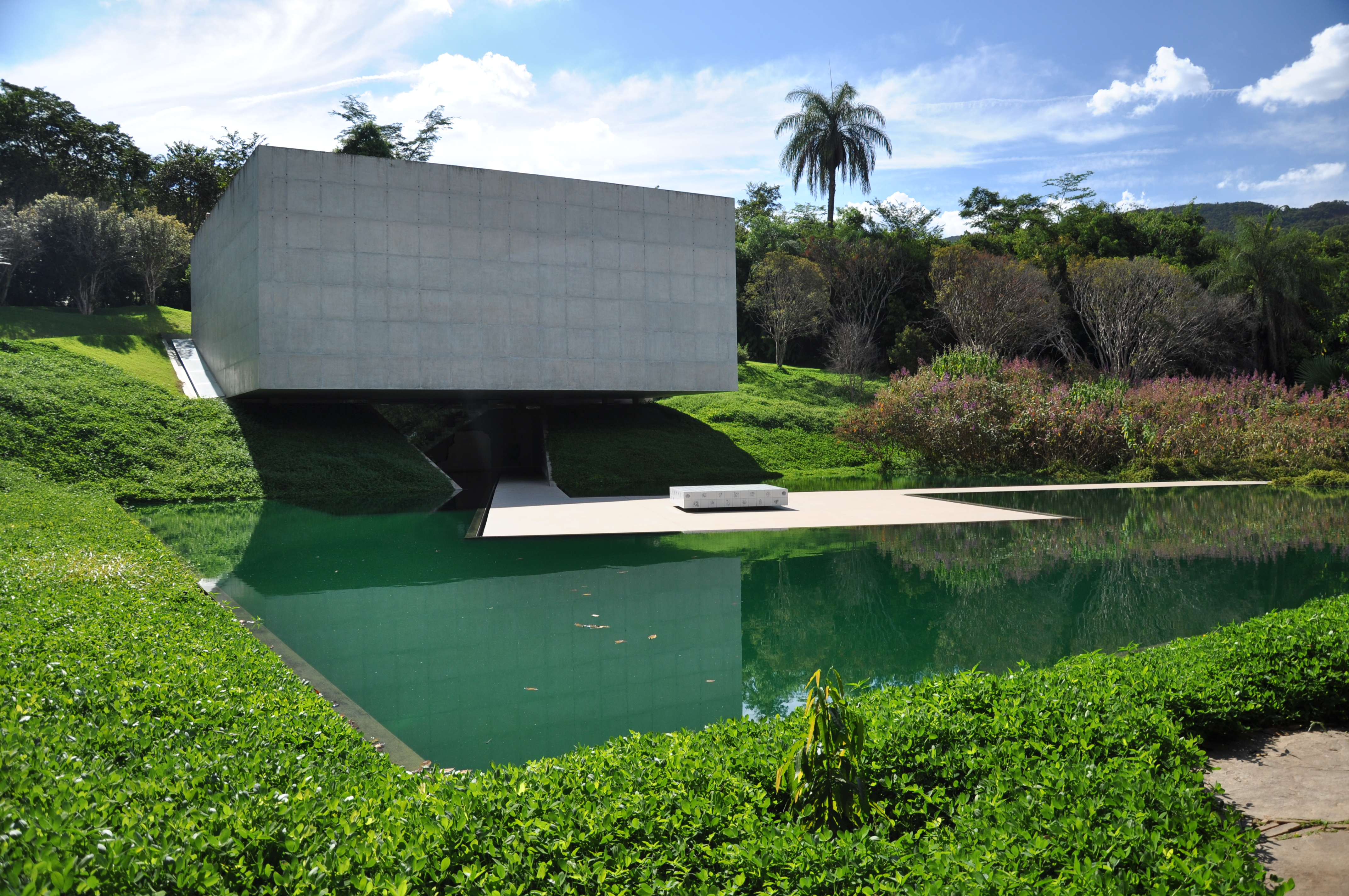
أدريانا ڤارجاو Adriana Varejão
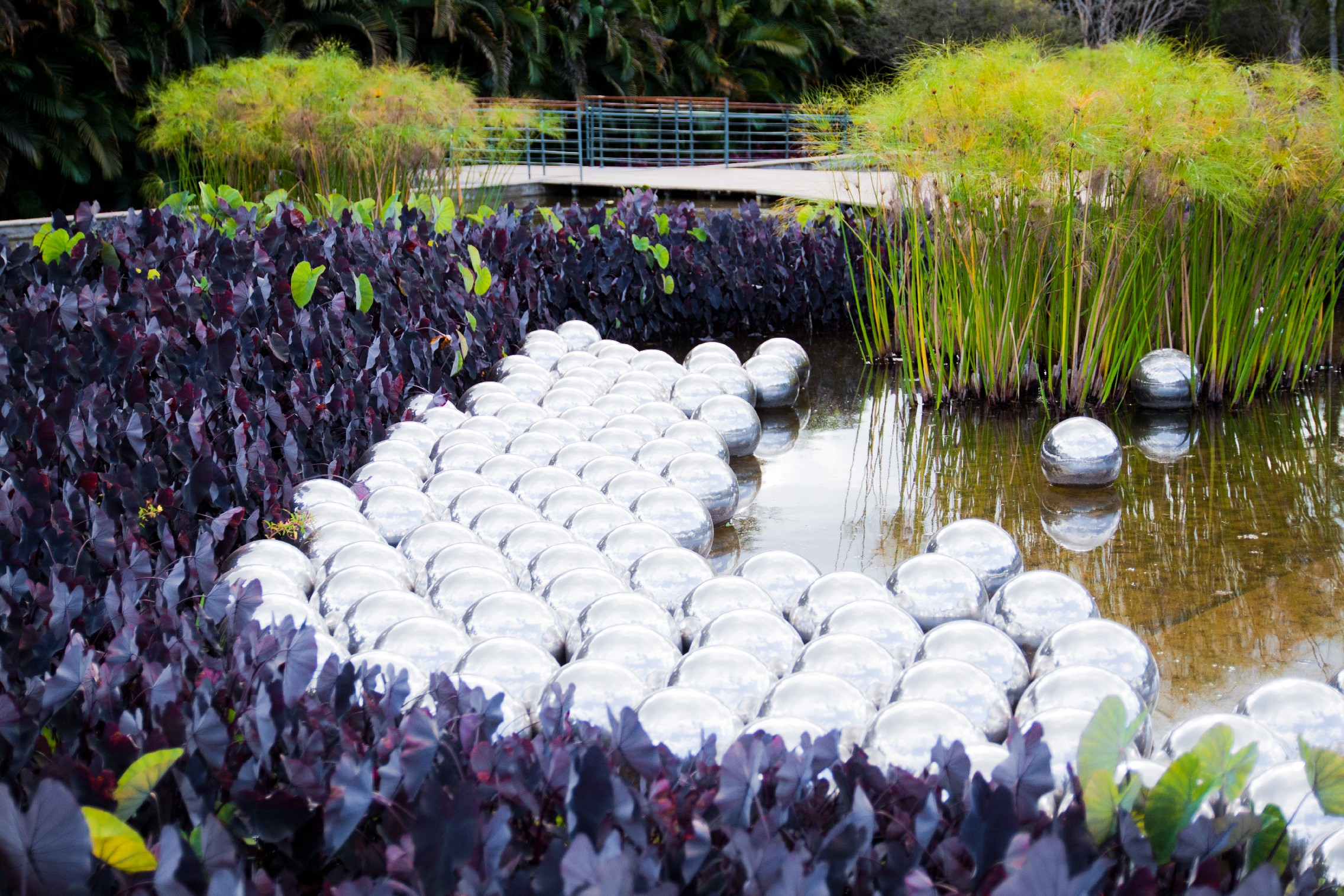
يايوي كوساما Yayoi Kusama
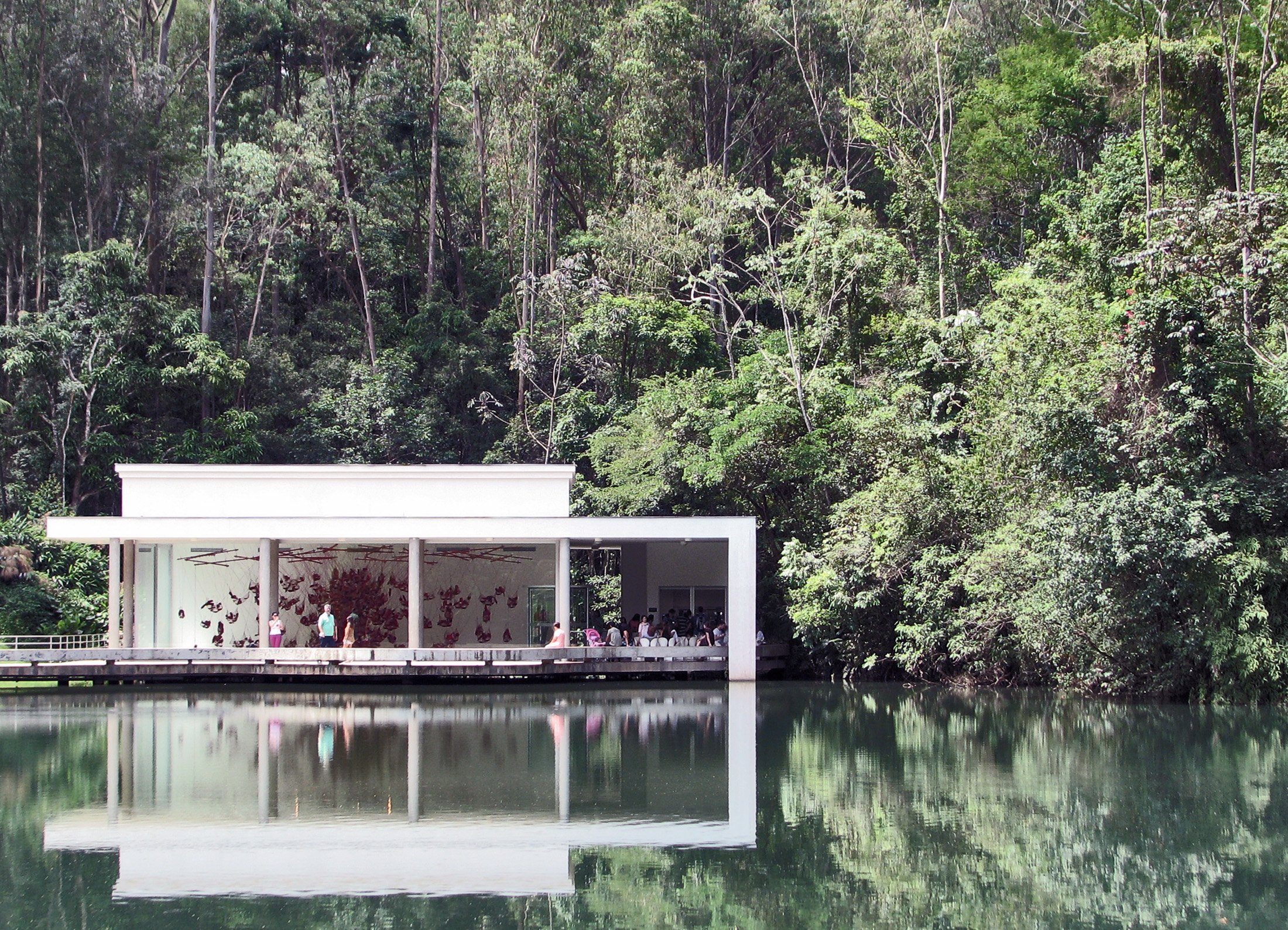
تونگا Tunga
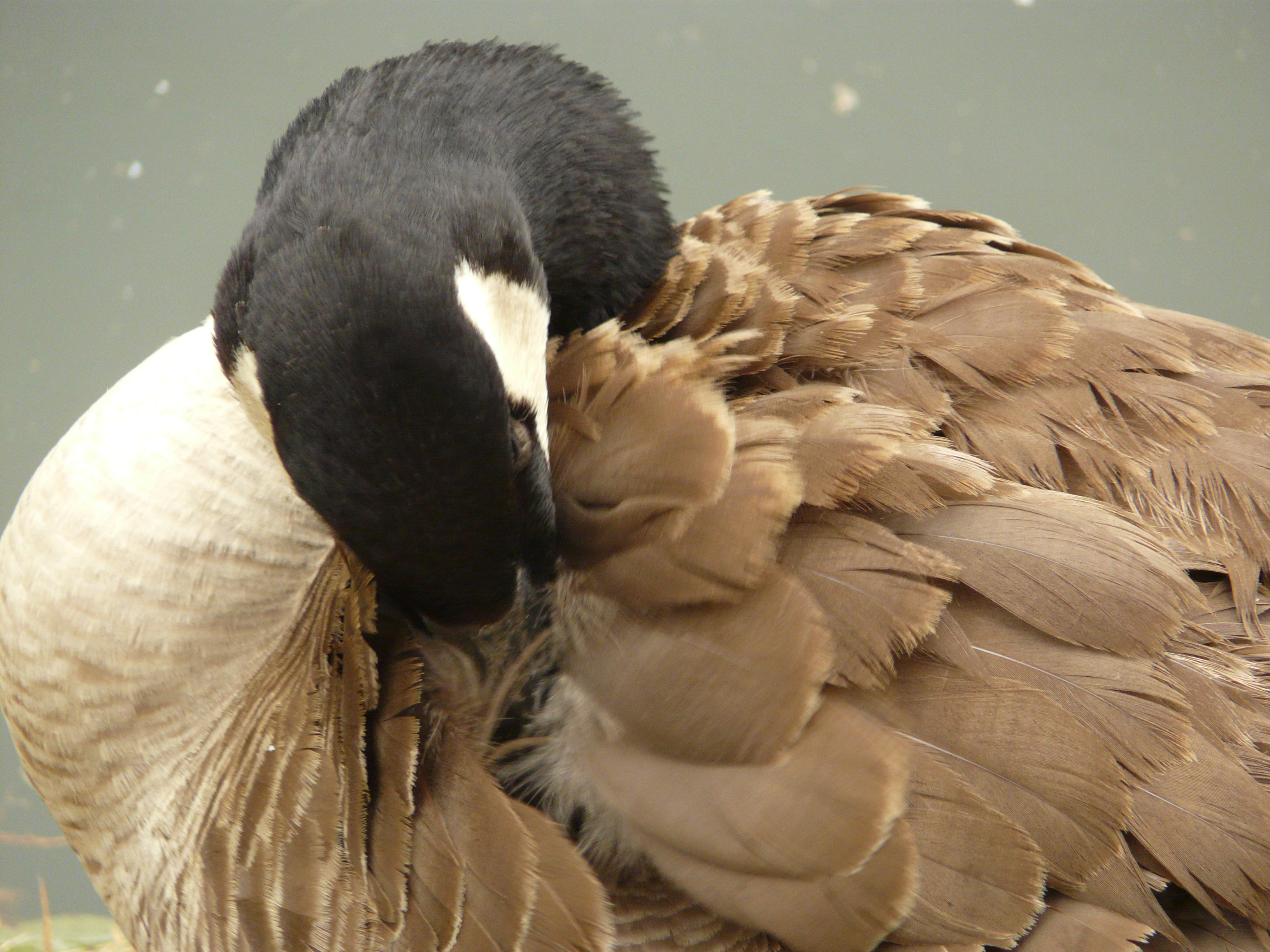
طائر في الحديقة
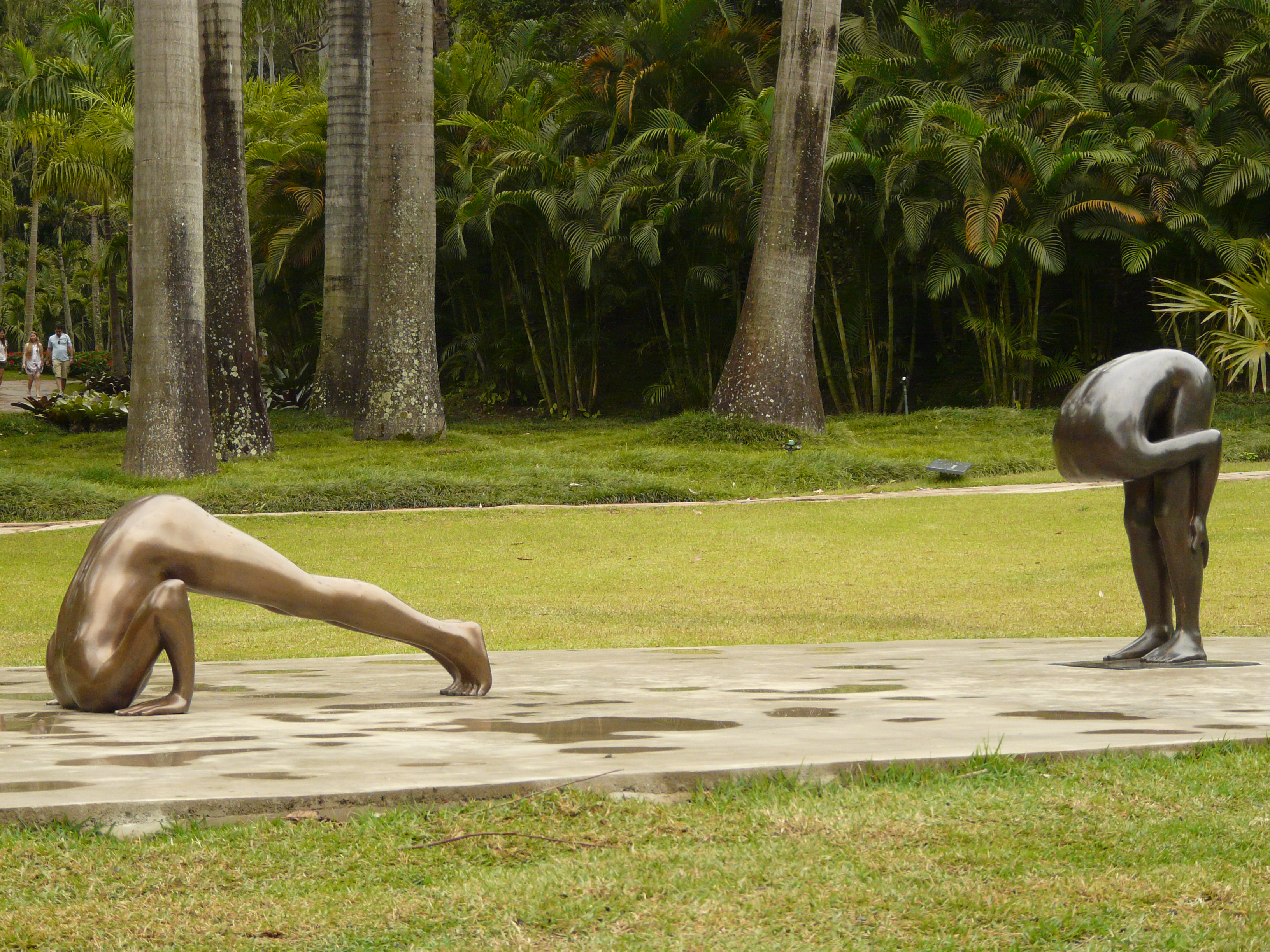
أدگارد دجي سوزا Edgard de Souza
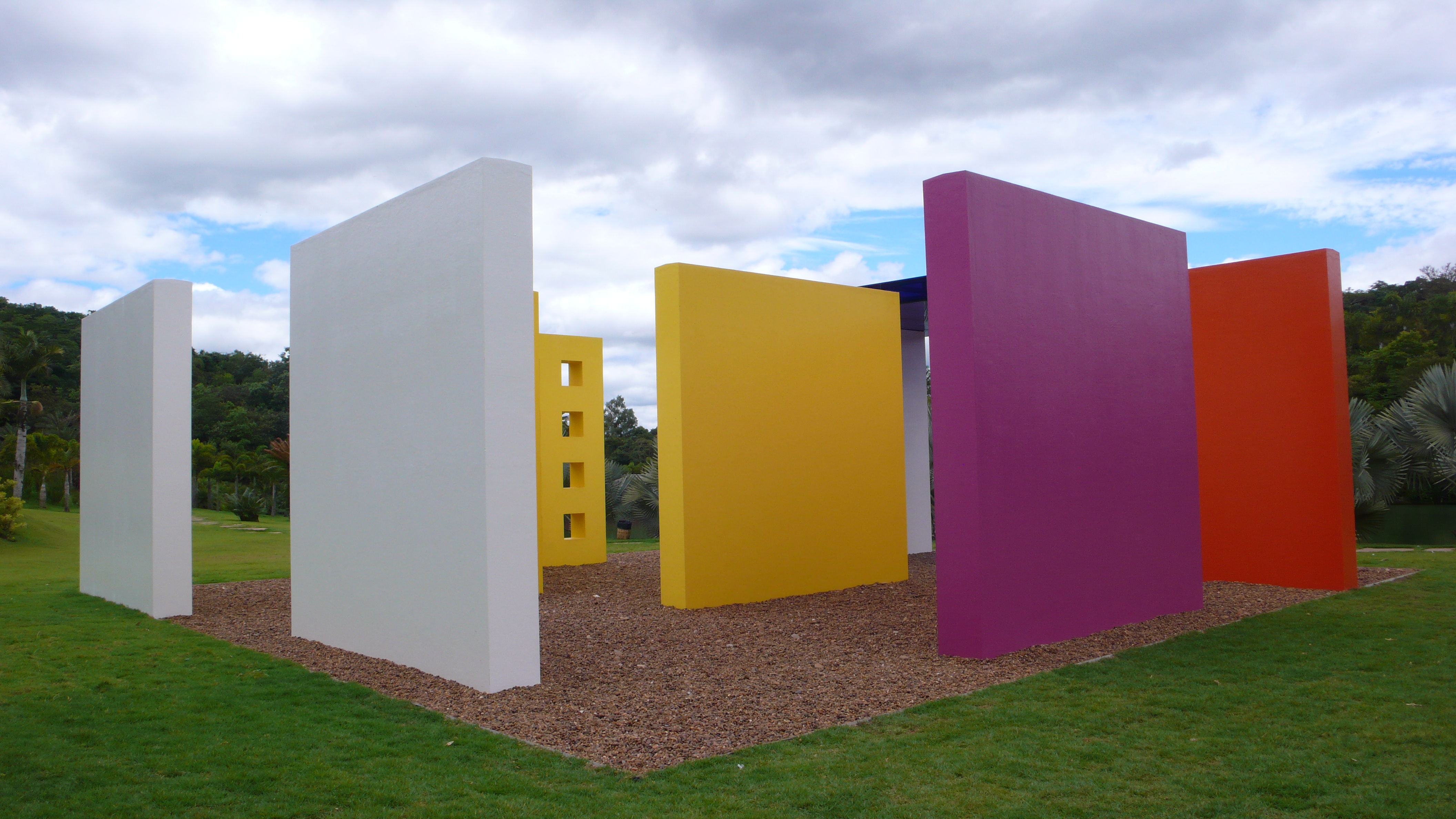
أليو أيتشيسيكا Hélio Oiticica
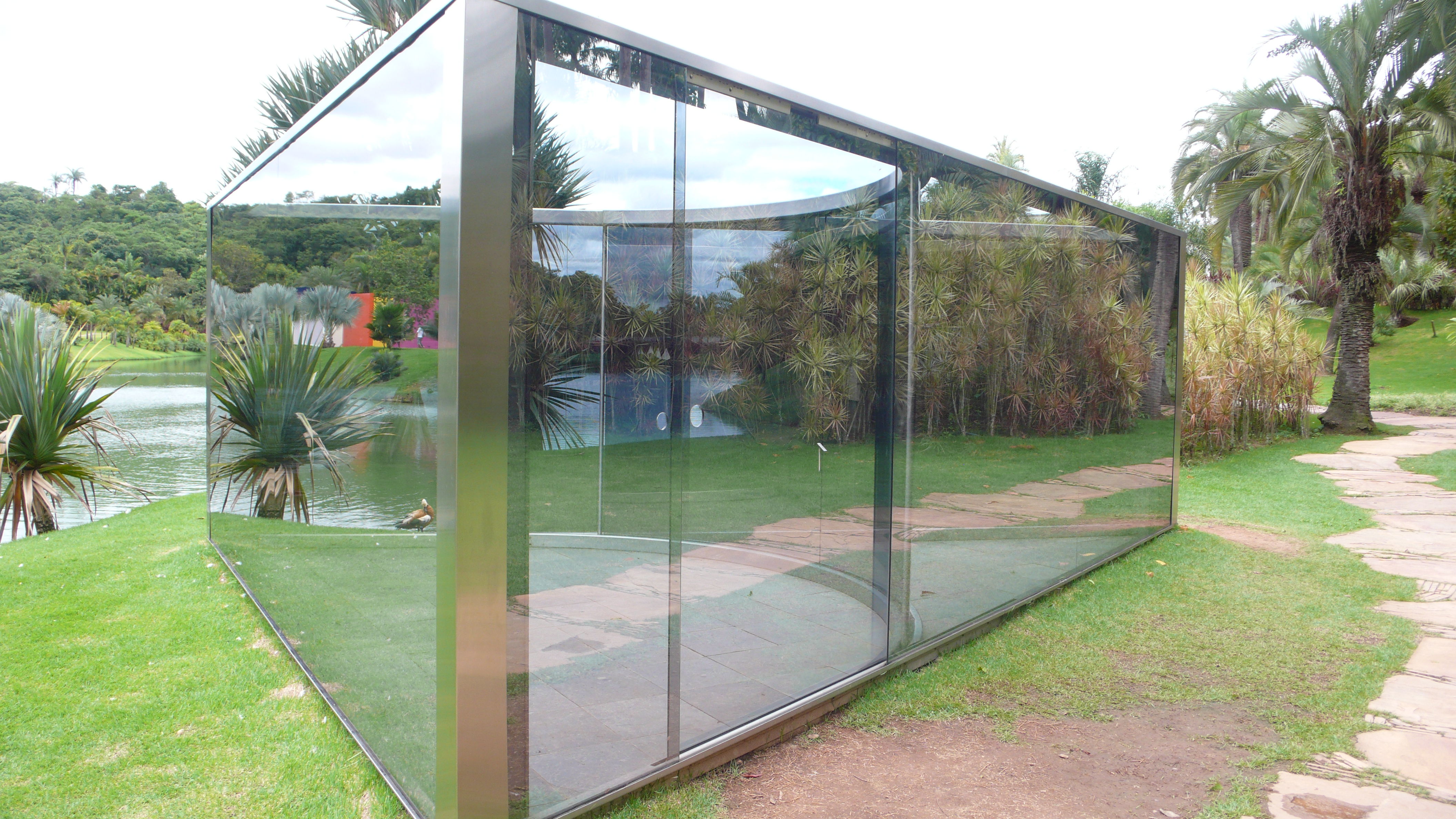
دان گرام Dan Graham
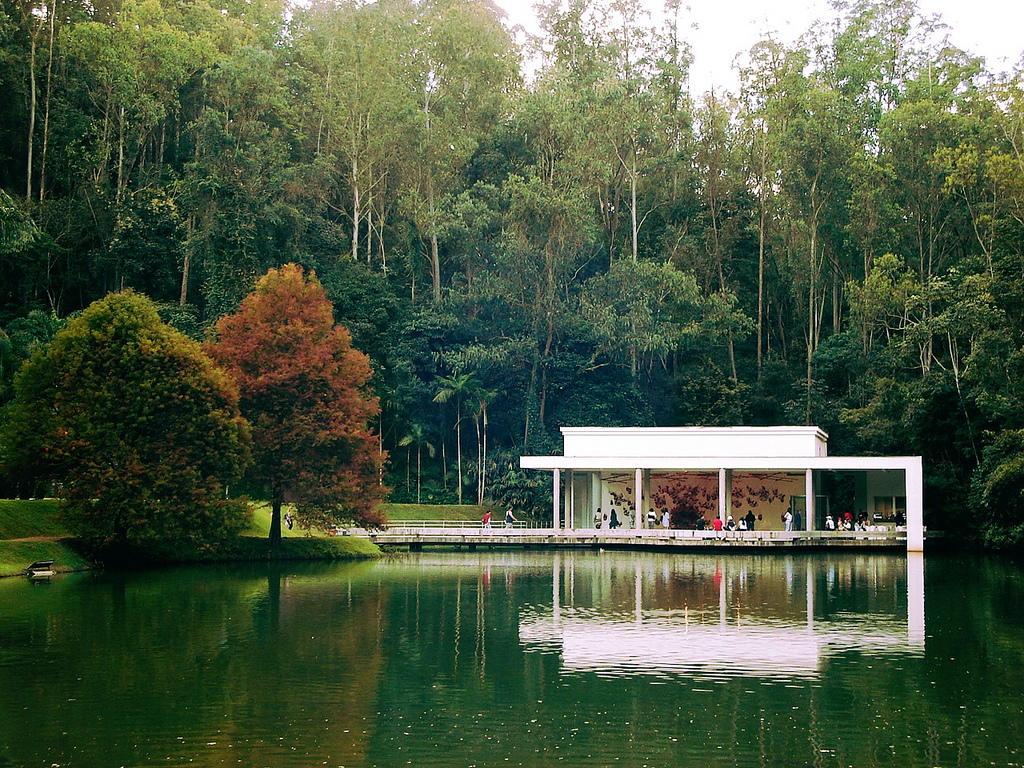
منظر البحيرة
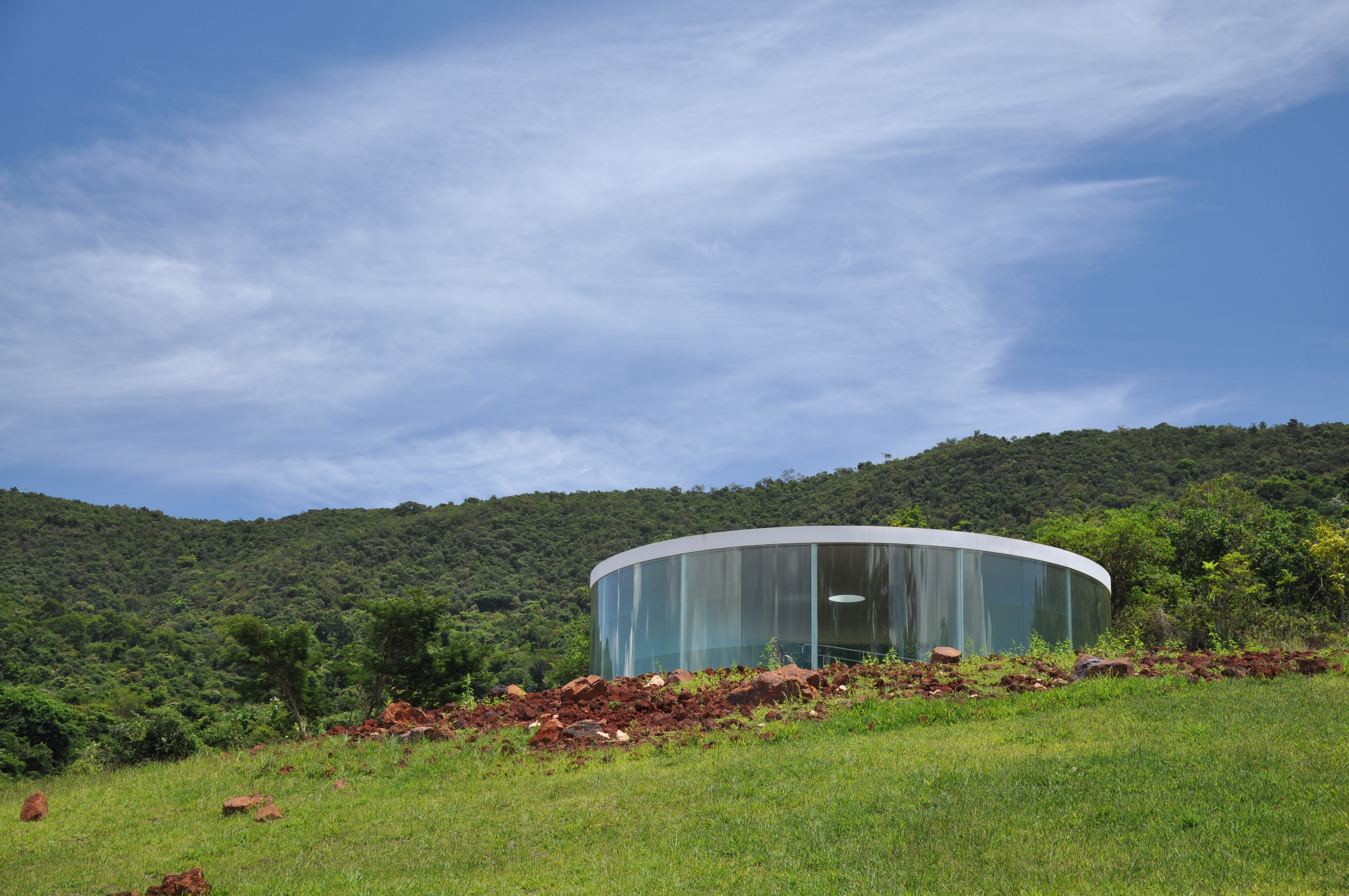
دوگ أيتكن Doug Aitken
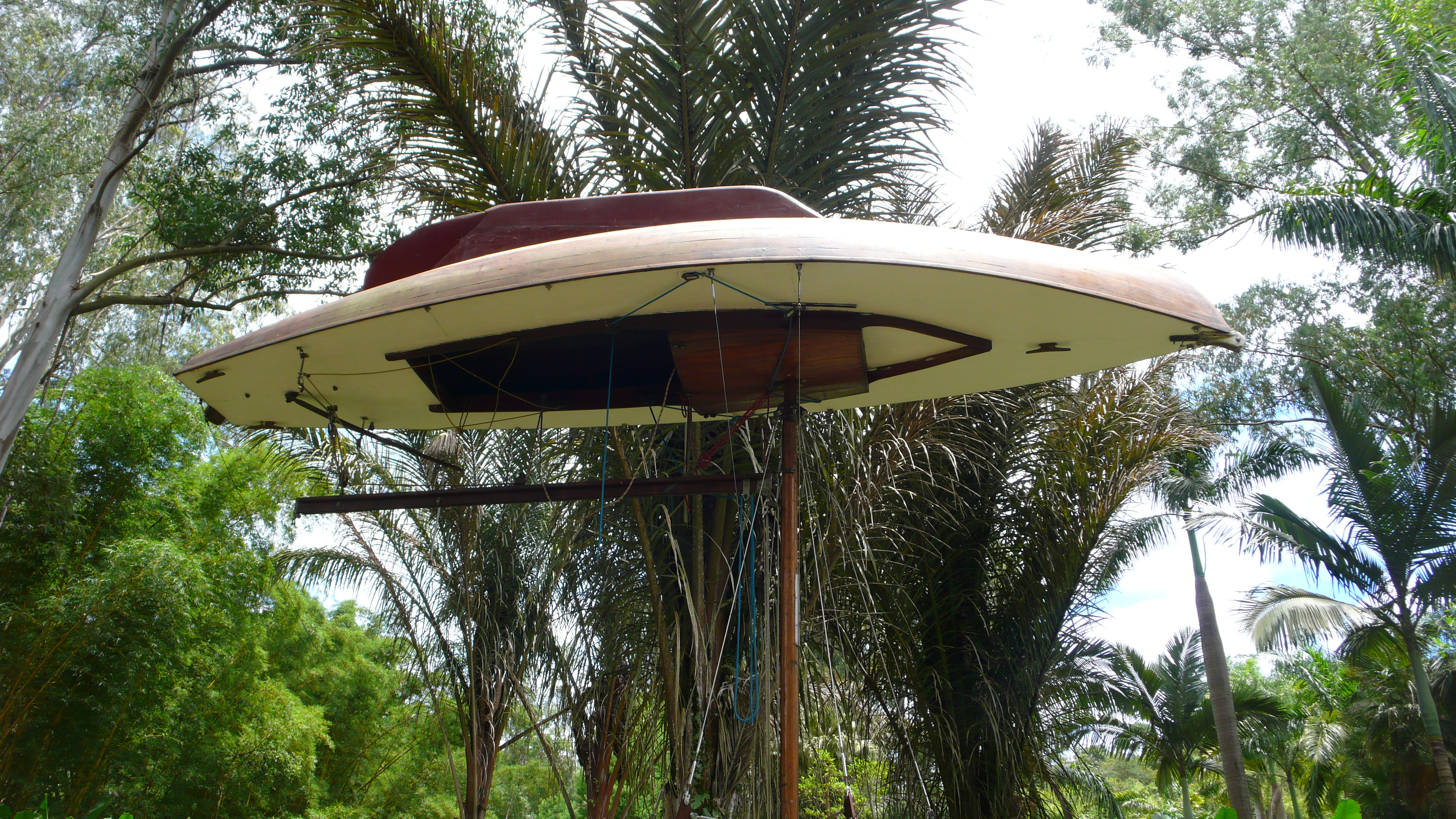
سايمن ستارلنگ Simon Starling
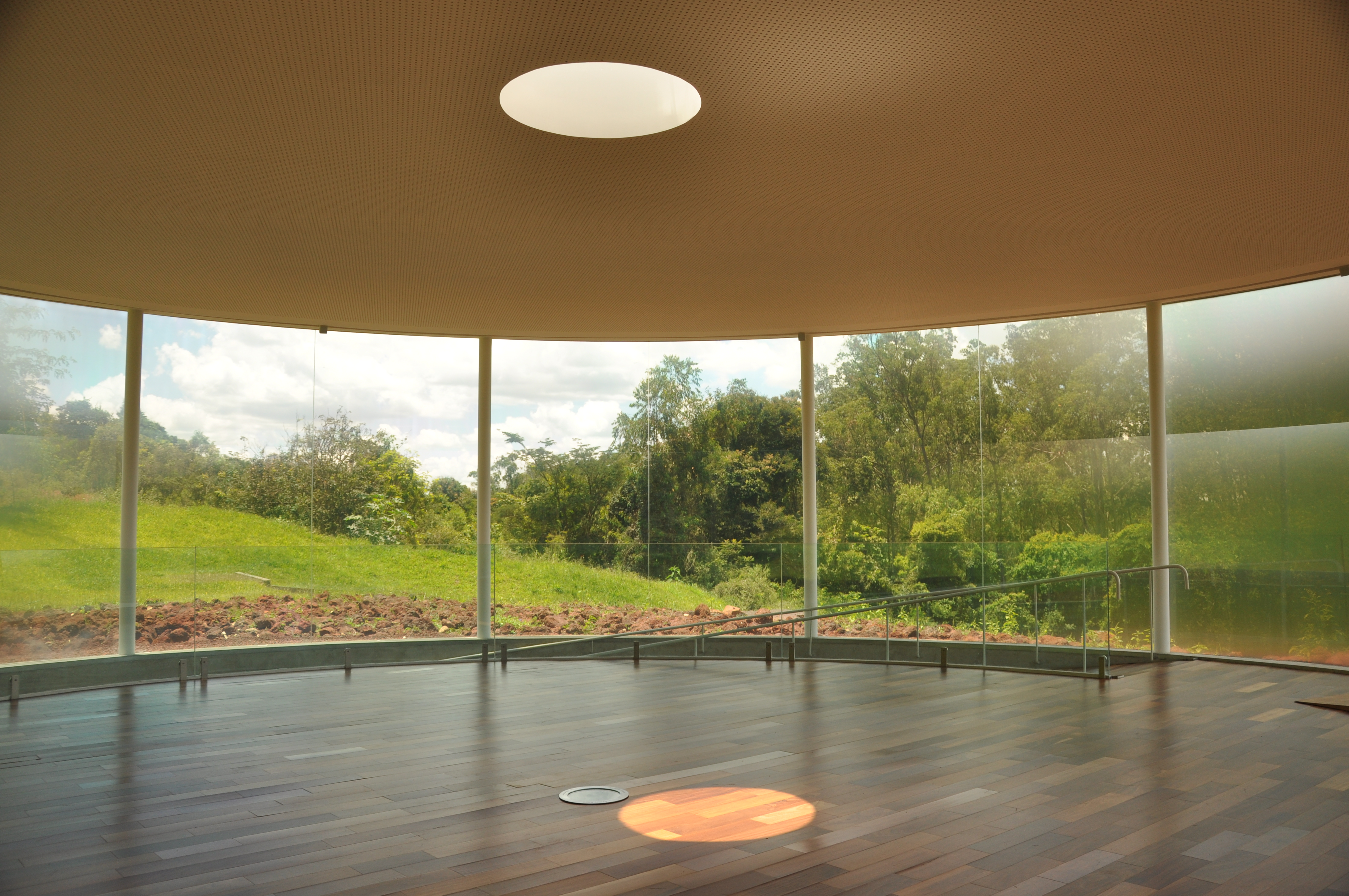
الدار الصوتية
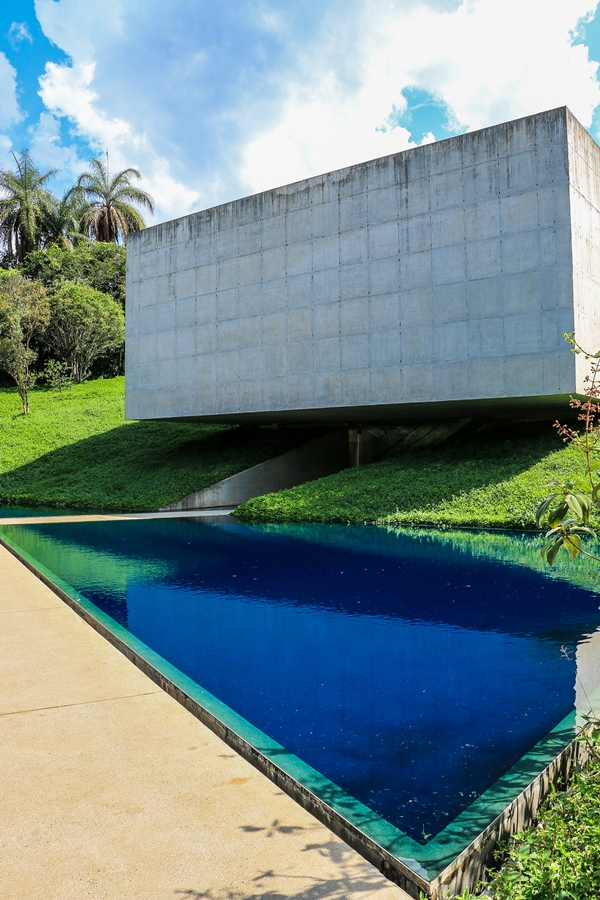
معهد إنيوتيم

1. ↑   https://www.inhotim.org.br/uploads/2020/11/inhotim_relatorio_2019_r05_vs9-2.pdf. {{استشهاد ويب}}: |url= بحاجة لعنوان (مساعدة) والوسيط |title= غير موجود أو فارغ (من ويكي بيانات) (مساعدة)
2. ↑  "معلومات عن معهد إنيوتيم على موقع museumnetwork.sothebys.com". museumnetwork.sothebys.com. مؤرشف من الأصل في 2019-12-13.
3. ↑  "معلومات عن معهد إنيوتيم على موقع idref.fr". idref.fr. مؤرشف من الأصل في 2019-10-21.
4. ↑  "معلومات عن معهد إنيوتيم على موقع viaf.org". viaf.org. مؤرشف من الأصل في 2019-10-21.

## روابط خارجية
- [] (pt)
- [] ([[::Galeria de Fotos do Instituto Inhotim|]])
- Dicas para visitar o Inhotim